# 拉马镇
拉马镇是中华人民共和国四川省凉山彝族自治州美姑县下辖的一个乡镇级行政单位。2021年1月12日，撤销拉木阿觉乡、洛莫依达乡、尔其乡和瓦古乡，设立拉马镇。以原拉木阿觉乡、原洛莫依达乡、原尔其乡和原瓦古乡所属行政区域为拉马镇的行政区域。

## 行政区划
拉马镇下辖以下地区：
拉达村、瓦尼村、马堵村、色洛村、哥勒阿门直属村、核马村、罗布采嘎村、马依村和移民新村。